# Thorvald Hansen (maler)
 Der er flere personer med dette navn, se Thorvald Hansen.
Thorvald Christian Hansen (4. august 1895 i Jerslev – 16. februar 1945 i koncentrationslejren Neuengamme, Tyskland) var en dansk maler og modstandsmand.

## Maler
Hans forældre var malermester Niels Hansen og Bertine Petersen. Thorvald Hansen kom i malerlære, blev svend og gik på Aalborg Tekniske Skole. Som kunstmaler var han autodidakt og han gennemgik flere stilmæssige faser – fra mørkemaler over kubismen til de sidste, let slørede malerier.
Stilmæssigt er Thorvald Hansen blevet sammenlignet med hjemlige kunstnere som Erik Hoppe, Harald Giersing og Immanuel Ibsen og med franske malere som Henri Matisse og Pierre Bonnard. Ingen har dog anfægtet, at Hansen fandt sin egen stil.

## Modstandsmand
Thorvald Hansen var kommunist (DKP) og modstandsmand tilknyttet en DKP-bladgruppe i Aarhus. 6. juni 1944 blev Hansen anholdt af Gestapo efter at været blevet stukket af Grethe Bartram. Han blev sendt til Horserødlejren, Frøslevlejren og endte i Tyskland, hvor han døde i februar 1945 i koncentrationslejren Neuengamme. 
Han blev gift 25. august 1923 i Aarhus med Emma Augusta Holm (5. juni 1903 i Ågård – 9. september 1993 på Frederiksberg), datter af gårdejer Heinrich Holm og Anna Iversen. 
Også hans to sønner, Preben og Ib Holm Hansen, blev angivet af Grethe Bartram. Ib Hansen døde i en anden tysk koncentrationslejr, mens Preben Hansen overlevede.

## Udstillinger
- Kunstnernes Efterårsudstilling 1930, 1933, 1936, 1946
- Frie jydske Malere, Aarhus 1934
- Kulingen 1941-42
- Den Polykrome 1944-45 (mindeophængning)

Separatudstillinger:
- Aarhus 1931; Silkeborg 1936; Aarhus 1941, 1944 (s.m. Valdemar Petersen og Anders Andersen); Kolding 1943; Mindeudstilling på Aarhus Kunstmuseum m.fl. 1969-70 (s.m. sønnen Ib Hansen)

## Værker
- Portræt (1930)
- Kay (1932)
- Kvinde i hvid bluse (1936)
- Fra havnen (1936)
- Figur i loggia (1938)
- Skovinteriør (1938, Fyns Kunstmuseum)
- Dame på blå grund (1940, ARoS Aarhus Kunstmuseum)
- Violinkasse på stol (1940)
- Tænkende kvinde (1941)
- Landskab fra Gjellerup (udst. 1943)
- Blåt interiør (1944)
- Figurer ved stranden (udst. 1944)
- Ib ved staffeliet (1944)
- Balletpige (udst. 1946, ARoS Aarhus Kunstmuseum)
- Interiør med kunstnerens hustru (Fyns Kunstmuseum)